# دهستان حسن‌آباد (اسلام‌آباد غرب)
دهستان حسن‌آباد نام دهستانی در بخش مرکزی شهرستان اسلام‌آباد غرب، استان کرمانشاه در ایران است. براساس سرشماری مرکز آمار ایران در سال ۱۳۸۵، جمعیت آن ۹۸۹۳ نفر (۲۱۳۹ خانوار) بوده‌است. 
طوایف مختلفی از ایل کلهر، ازجمله: مغیره، ریزه وند، چله ای، زینلخانی، میرعزیزی، چوپانکاره، گله دار، جلوگیر، مندرک(گرگه ای) و... در این دهستان ساکن هستند.

## ..
..